# Árabe estándar moderno

Bandera de la Liga Árabe, cuyos estados tienen el árabe estándar moderno como lengua oficial.

El árabe estándar moderno (MSA; en árabe: اللغة العربية الفصحى‎ al-lughah al-ʻArabīyah al-fuṣḥā, "la más elocuente lengua árabe") es una variante de la lengua árabe culta común que se desarrolló a partir del renacimiento literario Nahda que vivió el mundo árabe a partir de la segunda mitad del siglo XIX. El árabe literario o estándar moderno nace del intento realizado especialmente en la zona oriental del Máshreq de revitalizar la lengua culta (cuyo nivel había caído bastante desde la época clásica) y de evitar la completa fragmentación lingüística de los árabes en comunidades mutuamente ininteligibles (árabe dialectal).
Como lengua, el árabe estándar moderno es una versión suavizada, más sencilla y puesta al día en vocabulario y expresiones, del árabe clásico que se puede encontrar en la literatura clásica árabe. Esta versión de árabe culto moderno es la que predomina en los medios de comunicación escritos y hablados.